# Mutisia castellanosii
Mutisia castellanosii là một loài thực vật có hoa trong họ Cúc. Loài này được Cabrera mô tả khoa học đầu tiên năm 1931.